# A Slight Case of Overbombing
Albums de The Sisters of Mercy
Some Girls Wander by Mistake
(1992)
A Slight Case of Overbombing est une compilation du groupe britannique The Sisters of Mercy, sortie le 23 août 1993.
Elle regroupe les chansons sorties en singles entre 1984 et 1993 dont Under the Gun, titre inédit enregistré avec Terri Nunn, chanteuse du groupe Berlin.

## Liste des titres
Toutes les paroles sont écrites par Andrew Eldritch sauf mention, toute la musique est composée par Andrew Eldritch sauf mention.
| No  | Titre                                  | Paroles                            | Musique                                  | Durée |
| --- | -------------------------------------- | ---------------------------------- | ---------------------------------------- | ----- |
| 1.  | Under the Gun (avec Terri Nunn)        | - Andrew Eldritch - Roxanne Seeman | Billie Hughes                            | 5:42  |
| 2.  | Temple of Love (1992) (avec Ofra Haza) |                                    |                                          | 8:07  |
| 3.  | Vision Thing                           |                                    |                                          | 7:34  |
| 4.  | Detonation Boulevard                   |                                    | - Andreas Bruhn - Eldritch               | 3:50  |
| 5.  | Doctor Jeep                            |                                    | - Bruhn - Eldritch                       | 3:02  |
| 6.  | More                                   | - Eldritch - Jim Steinman          | - Eldritch - Steinman                    | 8:24  |
| 7.  | Lucretia My Reflection                 |                                    |                                          | 8:44  |
| 8.  | Dominion / Mother Russia               |                                    |                                          | 7:02  |
| 9.  | This Corrosion                         |                                    |                                          | 10:17 |
| 10. | No Time to Cry                         |                                    | - Craig Adams - Wayne Hussey - Gary Marx | 3:57  |
| 11. | Walk Away                              |                                    | Hussey                                   | 3:24  |
| 12. | Body and Soul                          |                                    |                                          | 3:32  |

Notes
- Titre 1 inédit sorti simultanément en single
- Titre 2 sorti en single en 1992
- Titres 3 à 6 issus de l'album Vision Thing (1990)
- Titres 7 à 9 issus de l'album Floodland (1987)
- Titres 10 et 11 issus de l'album First and Last and Always (1985)
- Titre 12 sorti en single en 1984

## Classements hebdomadaires
| Classement (1993)             | Meilleure place |
| ----------------------------- | --------------- |
| Allemagne (Media Control AG)  | 11              |
| Royaume-Uni (UK Albums Chart) | 14              |
| Suède (Sverigetopplistan)     | 11              |
| Suisse (Schweizer Hitparade)  | 21              |

## Certifications
| Pays              | Certification | Unités certifiées |
| ----------------- | ------------- | ----------------- |
| Allemagne (BVMI)  | Or            | 250 000           |
| Royaume-Uni (BPI) | Or            | 100 000           |